# يو إف سي 125
يو إف سي 125: دقة (بالإنجليزية: UFC 125: Resolution)‏ هو حدث لفنون القتال المختلطة نظمته يو إف سي، أُقيم في 1 يناير 2011، على إم جي إم جراند جاردن أرينا في لاس فيغاس، نيفادا، الولايات المتحدة.